# Bert Meijer
Egbert Willem (Bert) Meijer (Groningen, 22 april 1955) is een Nederlands organisch chemicus, bekend om zijn onderzoek op het gebied van de supramoleculaire chemie, materiaalkunde en polymeerchemie. Als een van de eerste wetenschappers ontwikkelde hij het concept van supramoleculaire polymeren. Meijer, universiteitshoogleraar aan de Technische Universiteit Eindhoven (TU/e) en Akademiehoogleraar bij de Koninklijke Nederlandse Akademie van Wetenschappen (KNAW), publiceerde honderden wetenschappelijke artikelen, is een veelgevraagd academisch spreker en ontving vele onderscheidingen op het gebied van de organische chemie en de polymeerchemie.

## Opleiding
Na de middelbare school in Appingedam, waar hij in 1972 eindexamen deed, volgde Meijer aan de Rijksuniversiteit Groningen de opleiding organische chemie. Hij studeerde af in 1978 en begon aansluitend zijn promotieonderzoek bij professor Hans Wijnberg. In 1982 promoveerde hij summa cum laude op zijn proefschrift 'Chemiluminescence in action: syntheses, properties, and applications of 1,2-dioxetanes'.

## Loopbaan
Na het behalen van zijn doctorstitel trad Meijer in dienst bij het Philips Natuurkundig Laboratorium in Eindhoven, als onderzoeker op het gebied van Moleculaire Materialen. In 1989 vertrok hij naar DSM Research in Geleen om er de afdeling New Materials te gaan leiden. In 1991 werd hij hoogleraar in de Organische Chemie bij de Technische Universiteit Eindhoven (TU/e) aan de faculteit Scheikundige Technologie en in 1999 ook aan de faculteit Biomedische Technologie. In 2004 werd Meijer bij de TU/e benoemd tot universiteitshoogleraar op het gebied van de Moleculaire Wetenschappen. Hij is er sinds 2008 ook wetenschappelijk directeur van het Institute for Complex Molecular Systems. Aan de Radboud Universiteit in Nijmegen is Meijer sinds 1994 hoogleraar in de Macromoleculaire Chemie. Sinds 2008 is hij gasthoogleraar bij de University of California, Santa Barbara. In 2014 werd Bert Meijer benoemd tot Akademiehoogleraar bij de Koninklijke Nederlandse Akademie van Wetenschappen (KNAW).

## Bijdrage aan de wetenschap
Meijer onderzoekt supramoleculaire systemen met bijzondere eigenschappen en functies, gebaseerd op de principes van de synthetische en organische chemie. De door hem ontwikkelde systemen zijn van betekenis voor uiteenlopende gebieden als de materiaalkunde en de life sciences. Hij wordt beschouwd als pionier op het gebied van de supramoleculaire materialen en was een van de eerste chemici die de nieuwe materiaalklasse van de functionele supramoleculaire polymeren verkende. Via moleculair ontwerp en synthese realiseerde hij systemen waarin monomere bouwstenen spontaan tot lange supramoleculaire polymeerketens assembleren. De resulterende materialen hebben bijzondere eigenschappen waarvan altijd werd aangenomen dat die waren voorbehouden aan macromoleculen. Zo leidde zijn nieuwe klasse van supramoleculaire structuren tot aanpassing van de definitie van polymeren, die altijd was gebaseerd op de beschrijving van Staudinger.
Meijers carrière kreeg een vlucht door zijn aansprekende resultaten op het gebied van de chemie van dendrimeren, zoals een dendritisch doosje en super-amfifielen (die het eerste voorbeeld waren van polymeersomen - een soort nanoblaasjes). Hij synthetiseerde poly(propeenimine) dendrimeren die tegenwoordig wereldwijd op industriële schaal geproduceerd worden (op een schaal van meerdere kilogrammen). Zijn dendrimeren vormen het basis-ingrediënt van een fosfaatbinder die in veel ziekenhuizen wordt gebruikt. Meijer ontwikkelde ook nieuwe halfgeleidende polymeren waarin de elektronen een grote beweeglijkheid hebben. Zijn systematische verkenning van de combinatie van chiraliteit en mesoscopische morfologie bij deze polymeren leidde tot de fabricage van een LED die circulair gepolariseerd licht uitzendt. Jaren later leidde de kennis van dergelijke chirale halfgeleiders tot een verbetering van de ontleding van water in een foto-elektrochemische cel.
Meijers ontdekking van supramoleculaire polymeren gebaseerd op ureido-pyrimidonen geldt als een mijlpaal in de supramoleculaire chemie. Hij ontwierp een eenvoudige bouwsteen met viervoudige waterstofbruggen die zelf-complementair is en een zeer grote associatieconstante vertoont. Door twee van deze eenheden aan elkaar te verbinden wist Meijer een klasse van supramoleculaire polymeren te creëren met niet eerder vertoonde eigenschappen. Afhankelijk van de omstandigheden kunnen deze polymeren zich als typische macromoleculen gedragen, zowel in vaste toestand als in oplossing, maar ook het dynamisch gedrag vertonen van organische moleculen die via niet-covalente bindingen aan elkaar verbonden zijn. Tegenwoordig bestuderen academische en industriële laboratoria overal ter wereld het concept van supramoleculaire polymeren. Uit de onderzoeksgroep van Meijer ontstond het bedrijf SupraPolix dat een supramoleculair platform aanbiedt voor uiteenlopende toepassingen zoals lijm (als supervloeibare elastomeren), cosmetica en kunstmatige regeneratieve hartkleppen. De laatste zijn inmiddels onderwerp van klinisch onderzoek door het Nederlands/Zwitserse bedrijf Xeltis.
Als vervolg op zijn ontdekking ontrafelde Meijer de mechanismen achter chemische zelfassemblage en toonde hij aan dat supramoleculaire polymerisaties aan de hand van het achterliggende mechanisme op vergelijkbare wijze zijn te classificeren als conventionele polymerisaties. Het huidige onderzoek in de groep van Meijer richt zich op het assemblagegedrag en andere eigenschappen van complexe supramoleculaire polymeersystemen die uit meerdere componenten bestaan. Daarnaast verkent hij de toepassing van supramoleculaire polymeren als vervanger van biologisch weefsel, via een modulaire benadering waarmee het relatief eenvoudig is om in te stellen hoe het materiaal zich gedraagt onder invloed van externe stimuli.

## Wetenschappelijk werk en prijzen

### Publicaties en wetenschappelijk management
Meijer publiceerde meer dan 600 peerreviewed wetenschappelijke artikelen die in totaal meer dan 60.000 keer geciteerd werden, goed voor een H-index van boven de 110. Hij begeleidde 95 promovendi; meer dan 25 mensen uit zijn groep hebben inmiddels een positie als hoogleraar. Meijer heeft meer dan 20 patenten op zijn naam staan en was medeoprichter van de bedrijven SyMO-Chem, een bedrijf voor contractonderzoek (2000), en SupraPolix, dat supramoleculaire polymeren op de markt brengt (2003).
Sinds 2006 is Bert Meijer voorzitter van de International Scientific Advisory Board van DSM. Hij is oprichter en wetenschappelijk directeur van het Institute for Complex Molecular Systems aan de TU/e (vanaf 2008). Sinds 2012 leidt hij het 27 miljoen grote nationale 'Zwaartekracht' onderzoeksprogramma naar 'Functionele Moleculaire Systemen'. Tussen 2017 en 2023 was Meijer actief als lid van de Raad van Toezicht van de Universiteit Leiden. Meijer is tevens lid van de advies- of redactieraad bij gerenommeerde wetenschappelijke tijdschriften zoals Advanced Materials (sinds 1992), Angewandte Chemie (sinds 1998), Chemical Science (sinds 2010) en het Journal of the American Chemical Society (sinds 2010).

### Academische posities en lidmaatschappen
Meijer bekleedde gasthoogleraarschappen en kreeg uitnodigingen voor lezingen bij een groot aantal universiteiten. Zo was hij gasthoogleraar bij de universiteiten van Leuven (1995), Illinois (1998), Bordeaux (2007), Zhejiang (2008) en California, Santa Barbara (2008). Hij was Bayer distinguished lecturer (Cornell, New York, 1998), Glaxo-Wellcome lecturer (Sheffield, 1998), Rohm & Haas lecturer (Berkeley, 2002), Xerox Distinguished Lecturer of Canada (Toronto and Montreal, 2004), Melville Lecturer (Cambridge University, 2006) Mordecai and Rivka Rubin Lecturer (Technion, Israel, 2015), Aldrich Lecturer (Stanford University, USA, 2015) en Eastman Lecturer (North Carolina, 2016). In 2019 was hij de Saul Winstein Lecturer bij de Universiteit van Californie, Los Angeles en in 2020 verzorgt hij de Robert Robinson Lecture bij de Universiteit van Oxford. Hij is Humboldt gasthoogleraar bij de Vrije Universiteit Berlijn van 2018 - 2024. In 2001 verzorgde Meijer de Van ‘t Hoff lezing bij de Koninklijke Nederlandse Akademie van Wetenschappen, in 2005 de Carothers Lecture bij Dupont Wilmington en in 2009 gaf hij de keynote lezing voor Lowlands University, onderdeel van het Lowlands muziek- en cultuurfestival in de Flevopolder.
Meijer is lid van de Koninklijke Nederlandse Akademie van Wetenschappen (sinds 2003) en de Koninklijke Hollandsche Maatschappij der Wetenschappen (sinds 1997), de Deutsche Akademie der Technikwissenschaften (sinds 2012), de Nordrhein-Westfälische Akademie der Wissenschaften und der Künste (sinds 2014) en de Academia Europaea (sinds 2012). Hij is Honorary Fellow van de Chemical Research Society of India (sinds 2012), Fellow van de American Association for the Advancement of Science (sinds 2015), erelid van de Koninklijke Nederlandse Chemische Vereniging (sinds 2018), Fellow van de European Academy of Sciences (sinds 2019) en International Honorary Member van de American Academy of Arts and Sciences (sinds 2019).

### Prijzen
Meijer ontving aansprekende prijzen en onderscheidingen zoals de Gouden Medaille van de Koninklijke Nederlandse Chemische Vereniging (1993), de Spinozapremie van de Nederlandse Organisatie voor Wetenschappelijk Onderzoek (2001), de ACS Award in Polymer Chemistry (2006) en de AkzoNobel Science Award (2010). In 2010 ontving hij een ERC Advanced Grant en kreeg hij de Wheland Medal van de University of Chicago en de International Award van de Society of Polymer Science in Japan. In 2012 kende de American Chemical Society hem de Arthur C. Cope Scholar Award toe. In 2013 bekleedde hij de Solvay International Chair in Chemistry en in 2014 ontving hij zowel de Belgium Polymer Group Award als de Prelog Medal van de ETH Zürich. In dat jaar werd hem ook de Prijs Akademiehoogleraren toegekend door de Koninklijke Nederlandse Akademie van Wetenschappen. In 2017 werd Meijer geïnaugureerd als Doctor honoris causa bij de Universiteit van Bergen (België) en ontving hij zowel de Forschungspreis van de Alexander von Humboldt-Stiftung (Duitsland) als de Nagoya Gold Medal Award in Organic Chemistry (Japan). In 2018 werd hem voor de tweede keer een ERC Advanced Grant toegekend en ontving hij de Chirality Medal van de Società Chimica Italiana, (Princeton, 2018). In 2019 benoemde de Vrije Universiteit Berlijn hem tot eredoctor. In 2020 werd hij benoemd tot Commandeur in de Orde van de Nederlandse Leeuw. Op 12 september 2022 reikte de Duitse chemievereniging GDCh hem de Herman Staudinger Prijs 2022 uit voor zijn 'uitstekende en creatieve bijdragen op het gebied van de supramoleculaire polymeerchemie'. In Mei 2024, de PTN Medema Lecture Award was ontvangen door Meijer voor zijn excellentie in polymeerchemie en sterke verbintenis met de Nederlandse polymeer gemeenschap. Op 12 Februari 2025 zal Le Grand Prix de la Fondation de la Maison de la Chimie aan Meijer toegekend worden voor zijn werk op het gebied van supramoleculaire polymeerchemie, met name via niet covalente interacties die hem leidden tot het concept van "quadrupolaire waterstofbruggen"

## Persoonlijk
Meijer werd in 1955 geboren als de oudste zoon van Roelof Meijer en Winy Meijer - de Wit (beiden ambtenaren). In 1979 trouwde hij Iektje Oosterbeek met wie hij twee zonen kreeg: Roger Meijer (1985) en Wieger Meijer (1988).